# Opština Novo Selo
Opština Novo Selo je jednou z opštin v Severní Makedonii. Rozkládá se na východě státu v Jihovýchodním regionu. Rozloha opštiny je 424,82 km² a v roce 2002 v ní žilo 11 966 obyvatel. Správním střediskem je vesnice Novo Selo.

## Popis
Opštinu tvoří celkem 16 vesnic, jimiž jsou:
Novo Selo, Badilen, Bajkovo, Barbarevo, Borisovo, Draževo, Kolešino, Mokrijevo, Mokrino, Novo Konjarevo, Samoilovo, Smolari, Staro Konjarevo, Stinik, Sušica a Zubovo.
Sousedními opštinami jsou:
Berovo na severu, Strumica na jihozápadě a Bosilovo na západě. Opština leží při východní hranici Severní Makedonie, takže na východě hraničí s Bulharskem a na jihu s Řeckem.

## Poloha
Zhruba středem území, ve směru od západu k východu, protéká řeka Strumica. Nadmořská výška v této části je zhruba 200 m. Téměř všechny vesnice opštiny se nacházejí v údolí této řeky.
Z údolí směrem k jihu, ke hranicím s Řeckem, je v délce zhruba 5 km poměrně strmé stoupání do hor až do výšky okolo 1750 m n. m. Tyto hory se jmenují Belasica.

Vesnice v Opštině Novo Selo

Opačným směrem, na sever, je stoupání pozvolnější, na větší vzdálenost a dosahuje pouze jen u hranice s Bulharskem výšky zhruba 1450 m n. m. Toto pohoří se nazývá Ogražden. Na horách jsou převážně listnaté lesy.

## Doprava
Územím opštiny prochází pouze hlavní silnice č. 4 ve směru ze Štipu a Strumici na hranici s Bulharskem. Z ní odbočuje několik silnic místního významu, které po několika kilometrech končí v horách. Vzdálenost z vesnice Novo Selo na hranice s Bulharskem je zhruba 9 km. Do Strumice směrem na západ je to okolo 21 km.